# Enzo Avitabile
Vincenzo Avitabile, detto Enzo (Napoli, 1º marzo 1955), è un cantautore, compositore e sassofonista italiano.

## Biografia

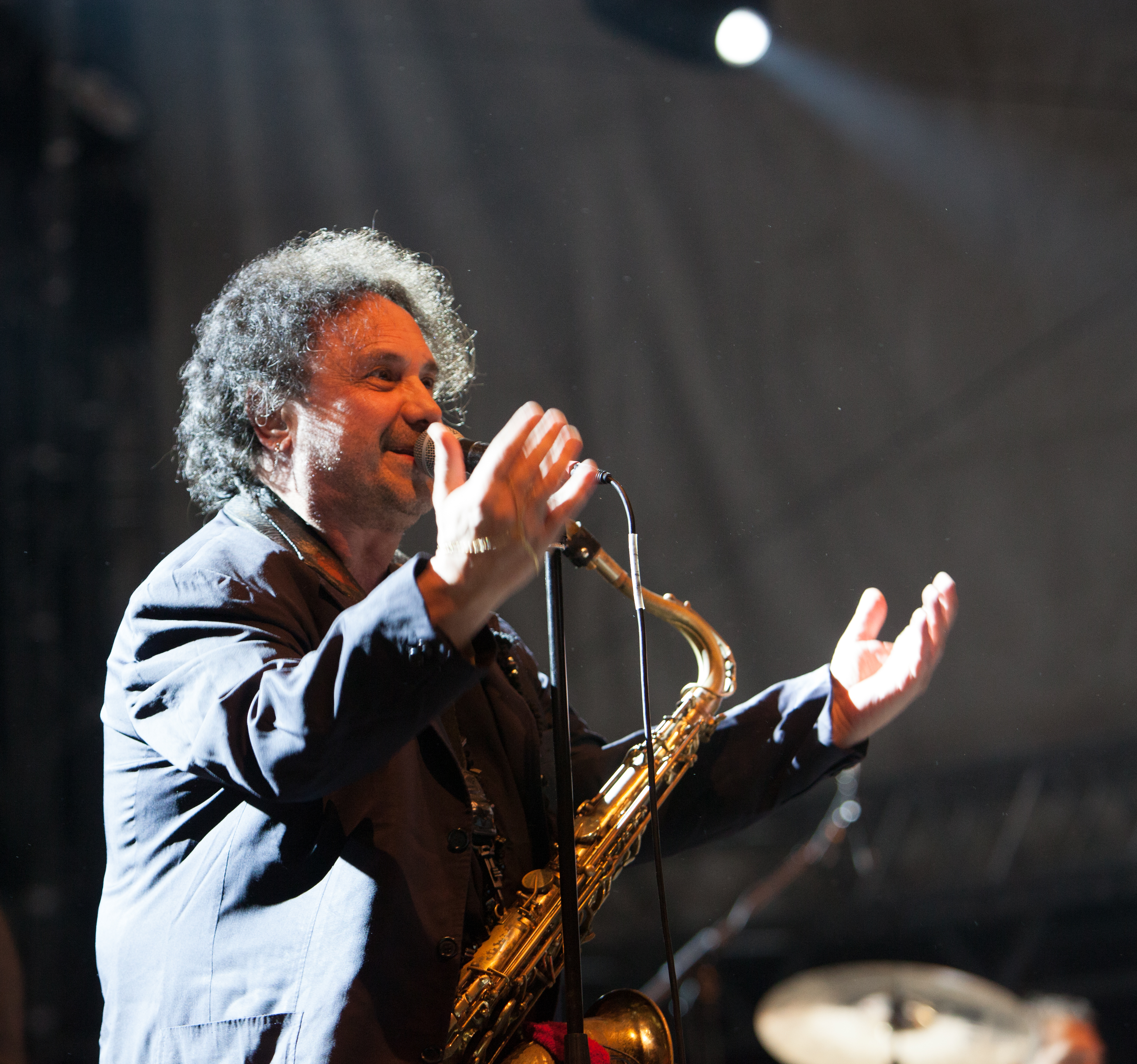
Enzo Avitabile al festival di Rudolstadt

Nato e cresciuto a Napoli nel quartiere di Piscinola - Marianella, ha studiato sassofono e ha incominciato a esibirsi in pubblico all'età di sette anni. Si diploma poi in flauto al conservatorio di San Pietro a Majella. 
A 19 anni entra in contatto con Lino Vairetti e Massimo Guarino (membri degli Osanna, gruppo scioltosi qualche mese prima) e assieme a Paolo Raffone, Rino Zurzolo e Gianni Guarracino fondano i Città Frontale. La breve vita della formazione ruota tutto attorno alla pubblicazione, avvenuta nel 1975, dell’album El Tor, ed è destinata a terminare poco dopo di essa.  
Negli anni 1976-1977 collabora con Pino Daniele all'album Terra mia; al 1979-1980 risale la collaborazione con Edoardo Bennato, per gli album del 1980 Uffà! Uffà! e Sono solo canzonette.
Nel 1982 esce il suo primo lavoro discografico come leader intitolato Avitabile, composto da nove brani, tra i quali figura una dedica all'amico scomparso Mario Musella, Dolce sweet "M".
Nel 1983 esce Meglio soul con canzoni come Charlie, in riferimento a Charlie Parker, Gospel mio, cantata con Richie Havens e When I believe. L'anno successivo esce Correre in fretta, dedicato alla figlia Connie, sempre per l'etichetta discografica EMI Music.
Il 1986 vede l'uscita di S.O.S. brothers, che contiene il brano Mamma Che Caos (realizzato anche in versione remix), Soul express e Black Out, che nella versione remix vincerà un premio a Ibiza come migliore brano dance dell'anno. La copertina del disco è stata realizzata in stile fumettistico da Andrea Pazienza.
Illuminante fu l'incontro con James Brown quando Avitabile fu scelto per aprire i suoi concerti in Italia. Fu Brown che disse ad Avitabile: .."ricomincia dalla tua terra", e così Avitabile cambiò la sua visione della musica.
Nel 1988 pubblica Alta tensione, titolo dell'omonima canzone presente nell'album e una collaborazione con Afrika Bambaataa per il disco Street Happiness.
Del 1990 è invece Stella dissidente dalla copertina di Milo Manara. L'anno successivo Enzo Avitabile realizza un album dal titolo omonimo, con la collaborazione di Corrado Rustici.
Nel 1994 esce Easy dove mette in musica "'A livella" di Totò e canta in duetto con Randy Crawford Leave me or love me. Nel 1995 scrive la musica di E c'è ancora mare canzone cantata da Giorgia inclusa nell'album della cantautrice Come Thelma & Louise. L'attenzione rivolta alla musica rap e al jungle e un ritorno all'uso del napoletano nei testi, porta nel 1996 alla realizzazione di Addò.
O-issa, album datato 1999, contiene il singolo "Mane e Mane", scritto con Mory Kante; una parte dei proventi verrà destinata a sostenere l'iniziativa dell'UNICEF per garantire il diritto alla scuola alle bambine del Benin. Dodici brani e due remix, le due canzoni scritte con l'artista africano, Mane e Mane (Kelendi-Kelendi) e O-issa.
Nel 2000 incomincia la collaborazione con il produttore e manager Andrea Aragosa e le prime sperimentazioni con i Bottari di Portico.
È dal 2003 direttore artistico del Festival Internazionale di World music "Sentieri Mediterranei" e dal 2015 di Leuciana Festival.
Nel 2004 esce Salvamm' 'o munno, disco a cui collaborano Khaled, Manu Dibango, I Bottari di Portico, Amina, Simon Shaeen, Hugh Masekela, Luigi Lai, Cantori del Miserere di Sessa Aurunca e Baba Sissoko le note di copertina dei suoi dischi sono firmate dall'antropologo Marino Niola. Nel 2005 e 2006 riceve 4 nomination ai BBC World Music Awards.
Nel 2006 esce un progetto discografico introspettivo, Sacro Sud, un viaggio in cui l'autore, attraverso la musica sacra e spirituale che parte da Sant'Alfonso Maria De Liguori, è portato a esplorare le periferie dell'anima.
Nel 2007 esce il doppio cd Festa, farina e forca con la collaborazione di Manu Dibango nella rilettura di Soul Makossa, al secondo disco interamente dedicato ai remix partecipano Matthew Herbert, Ludovic Llorca, Bill Laswell, Gigi, Fredric Galliano, Banco De Gaia, Pole, Temple of Sound. Nel 2009 esce un secondo progetto speciale Napoletana con cui vince la Targa Tenco per il miglior disco in dialetto.
Nel 2012 esce l'album Black Tarantella, che vede la partecipazione di Pino Daniele, Francesco Guccini, Franco Battiato, David Crosby, Bob Geldof, Enrique Morente, Idir, Toumani Diabate', Mauro Pagani, Co'Sang, Raiz. Si aggiudica la seconda Targa Tenco 2012 per il miglior disco in dialetto e il Premio Lunezia 2012 per il valore musical-letterario dell'album "Black Tarantella".
Sempre nel 2012, il regista Jonathan Demme gli dedica un docufilm che viene presentato al Festival del Cinema di Venezia, Enzo Avitabile Music Life
Nel 2012 esce la colonna sonora di Enzo Avitabile Music Life, con la partecipazione di molti artisti.
Nel 2013 è presente nel primo album da solista (Il coraggio impossibile) del nipote e rapper Ntò, nella traccia Se ti avessi ora.
Nel 2016 esce Lotto infinito per Sony Music, e vede gli incontri con Francesco De Gregori, Renato Zero, Giorgia e molti altri.

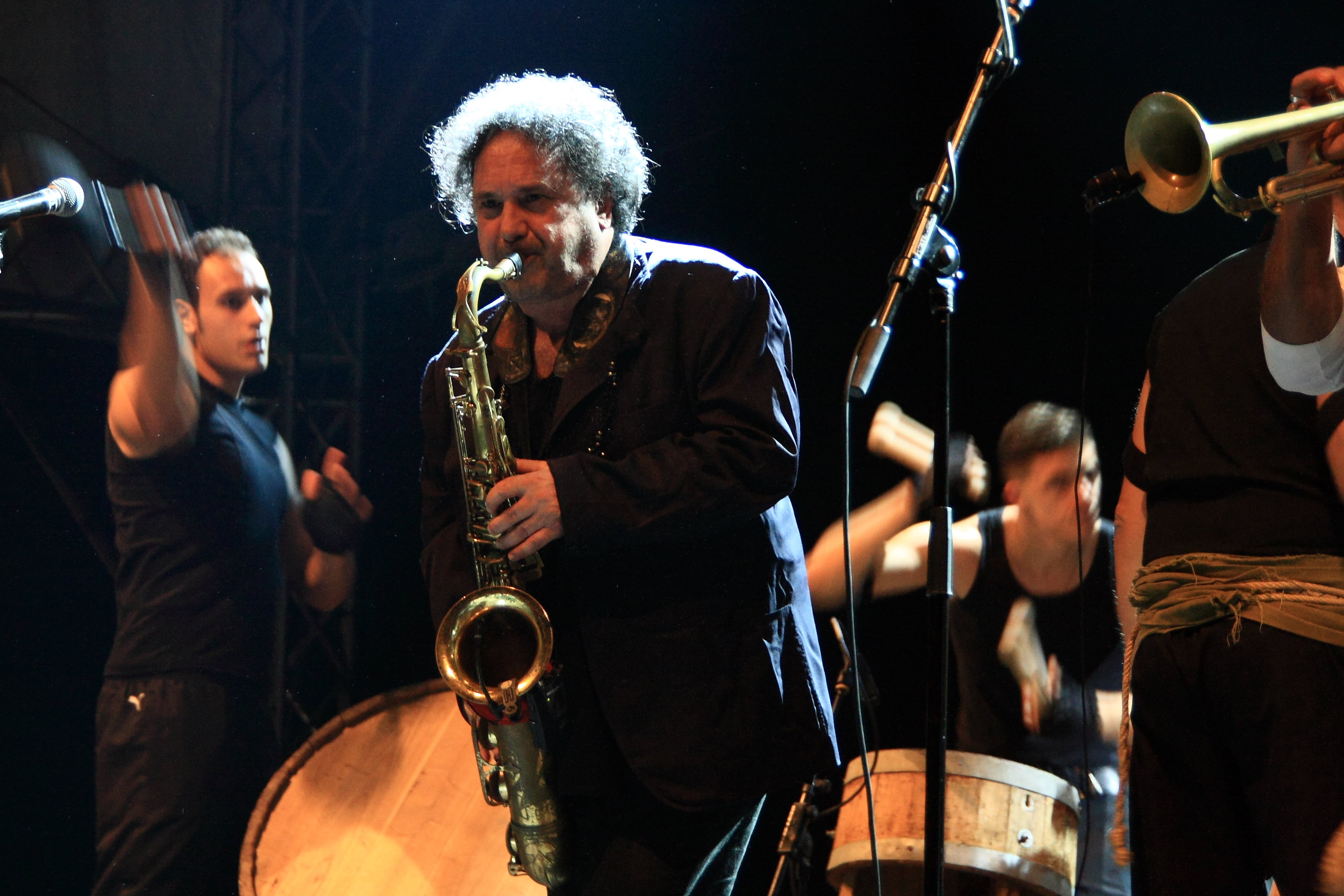
Enzo Avitabile con il gruppo dei Bottari di Portico, al festival TFF Rudolstadt 2013

Ha scritto oltre 300 opere per quartetti, orchestre da camera e orchestre sinfoniche, è autore delle musiche per orchestra sinfonica e coro dell'opera Il Vangelo di Pippo Del Bono.
Nel corso della sua carriera si è esibito in varie manifestazioni come Womad Festival, London Jazz Festival, Umbria Jazz, Montreal Jazz Festival, Sziget Festival, Primo Maggio, Concerto di Capodanno a Napoli, con tour in tutto il mondo.
Il 27 marzo 2017 vince due premi David di Donatello per la colonna sonora del film Indivisibili di Edoardo De Angelis: Miglior musicista e Migliore canzone originale (Abbi pietà di noi). Il 1º luglio 2017 vince anche ai Nastri d'argento.
Un anno dopo, viene chiamato a partecipare al Festival di Sanremo 2018 in coppia con Peppe Servillo nella categoria Campioni con la canzone Il coraggio di ogni giorno, classificandosi dodicesimo.
Nel 2019 ha vinto il Nastro d'Argento per la migliore colonna sonora, inserita nel film Il vizio della speranza. Sempre di quest'anno sono le sue collaborazioni con Kamasi Washington e Marcus Miller e un tour di 100 concerti, tra cui quello tenuto al Ravenna Festival con Francesco De Gregori e Tony Esposito. Ha anche curato la direzione artistica del festival SETTEMBRE AL BORGO giunto alla sua 52ª edizione, e quella di SACRO SUD -ANIME SALVE, alla sua 4ª edizione.
Nel 2022 è ospite nel pezzo Corpo a corpo di Jovanotti, inserito nel suo album Mediterraneo. Nello stesso anno pubblica il singolo Salvami, che vede la partecipazione di Luciano Ligabue; inoltre, il 16 settembre, Avitabile pubblica il nuovo album Il treno dell’anima, 11 tracce realizzate con la collaborazione di importanti artisti della scena musicale italiana, tra cui lo stesso Jovanotti, Bennato, Ligabue.
A inizio 2023 su Netflix esce la serie televisiva La vita bugiarda degli adulti di cui Avitabile cura le musiche.
Nel novembre del 2024 è stato sottoposto al trapianto di cornea. L'operazione è stata eseguita al Policlinico Sant'Orsola-Malpighi di Bologna. 

## Discografia
- 1982 – Avitabile
- 1983 – Meglio Soul (EMI Italiana)

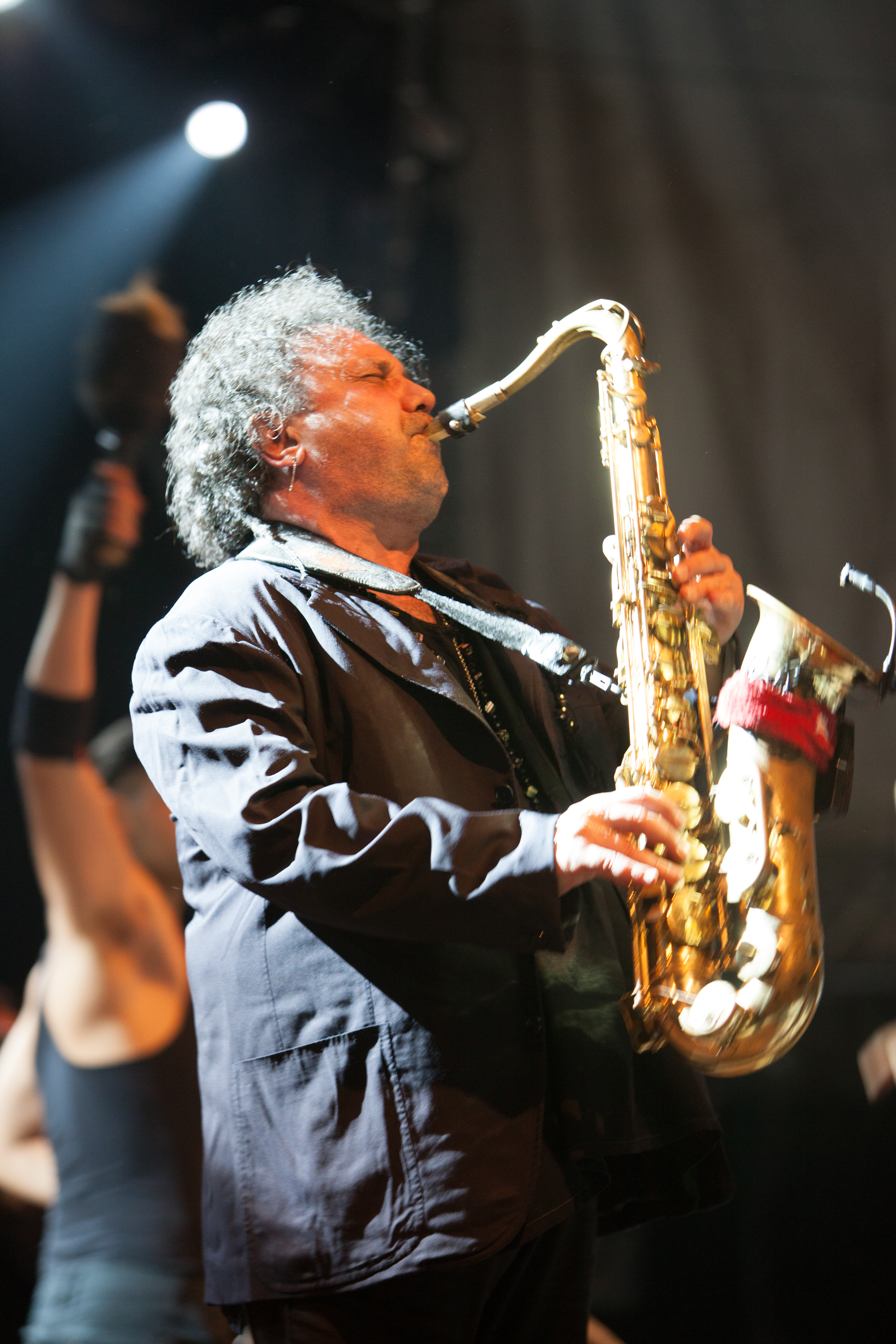
Enzo Avitabile al sax

- 1984 – Correre in fretta (EMI Italiana)
- 1986 – S.O.S. Brothers (EMI Italiana/Costa Est)
- 1988 – Alta tensione (EMI/Costa Est)
- 1990 – Stella dissidente (EMI/Costa Est)
- 1991 – Enzo Avitabile (EMI)
- 1994 – Easy (EMI/D'Alessandro & Galli Management)
- 1996 – Addò (CNI CNDL 18363)
- 1999 – O-issa (CNI CNDL 11130)
- 2004 – Salvamm 'o munno (Black Tarantella)
- 2006 – Sacro Sud (Black Tarantella)
- 2007 – Festa farina e forca (Black Tarantella)
- 2009 – Napoletana (Black Tarantella)
- 2012 – Black Tarantella (Black Tarantella)
- 2013 - Enzo Avitabile Music Life (Black Tarantella)
- 2016 - Lotto infinito (Black Tarantella)
- 2018 - Pelle differente (Black Tarantella)
- 2022 - Il treno dell'anima (Black Tarantella)

## Filmografia
- Enzo Avitabile Music Life, regia di Jonathan Demme, 2012 - documentario

## Premi e riconoscimenti
Vela d'oro 1983 - Vince la Vela d'argento
- Targa Tenco 2009 - Migliore canzone in dialetto per Napoletana
- Targa Tenco 2012 - Migliore canzone in dialetto per Black Tarantella
- Premio Lunezia 2012 per il valore musical-letterario dell'album Black Tarantella.
- David di Donatello 2017 - Migliore colonna sonora per Indivisibili
- David di Donatello 2017 - Migliore canzone originale per Indivisibili
- Nastri d'argento 2017 - Migliore colonna sonora per Indivisibili
- Nastri d'argento 2017 - Migliore canzone originale per Indivisibili
- Globi d'oro 2017 - Miglior musica per Indivisibili
- Ciak d'oro 2017 - Migliore colonna sonora per Indivisibili[10]
- Bari International Film Festival 2017 - Premio Ennio Morricone - Migliori musiche per Indivisibili
- Premio De André 2019 - Targa Faber per La Guerra di Piero
- Ciak d'oro 2019 - Migliore colonna sonora per Il vizio della speranza[11]
- Nastri d'argento 2019 - Migliore Canzone originale per Il Vizio della Speranza